# 1992年のスポーツカー世界選手権
1992年のスポーツカー世界選手権は、FIAスポーツカー世界選手権40年目、そして最後のシーズン。グループC車両がC1とFIAカップの2クラスでタイトルを争う。1992年4月26日にイタリアのモンツァで開幕し、10月18日にフランスのマニクールで閉幕するまで、全6戦で争われた。ル・マン24時間と鈴鹿1000km以外全て500kmレースで開催された。このシーズンをもって40年の歴史を持つスポーツカーの世界選手権は一旦終了することとなった。再開されるのはこの20年後、FIA   世界耐久選手権として2012年からである。

## シーズン前

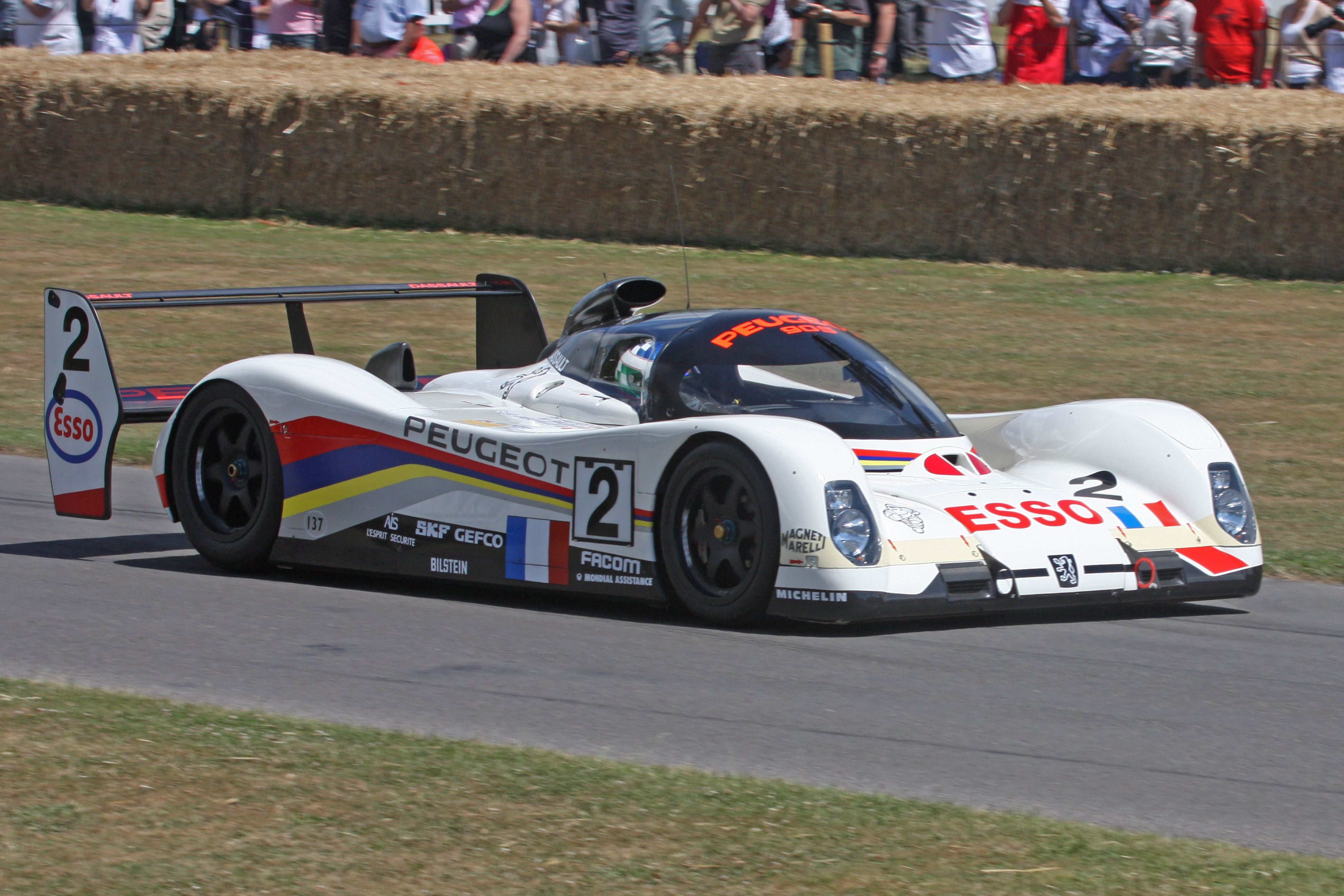
プジョー・タルボ・スポールはプジョー・905でタイトルを獲得した。

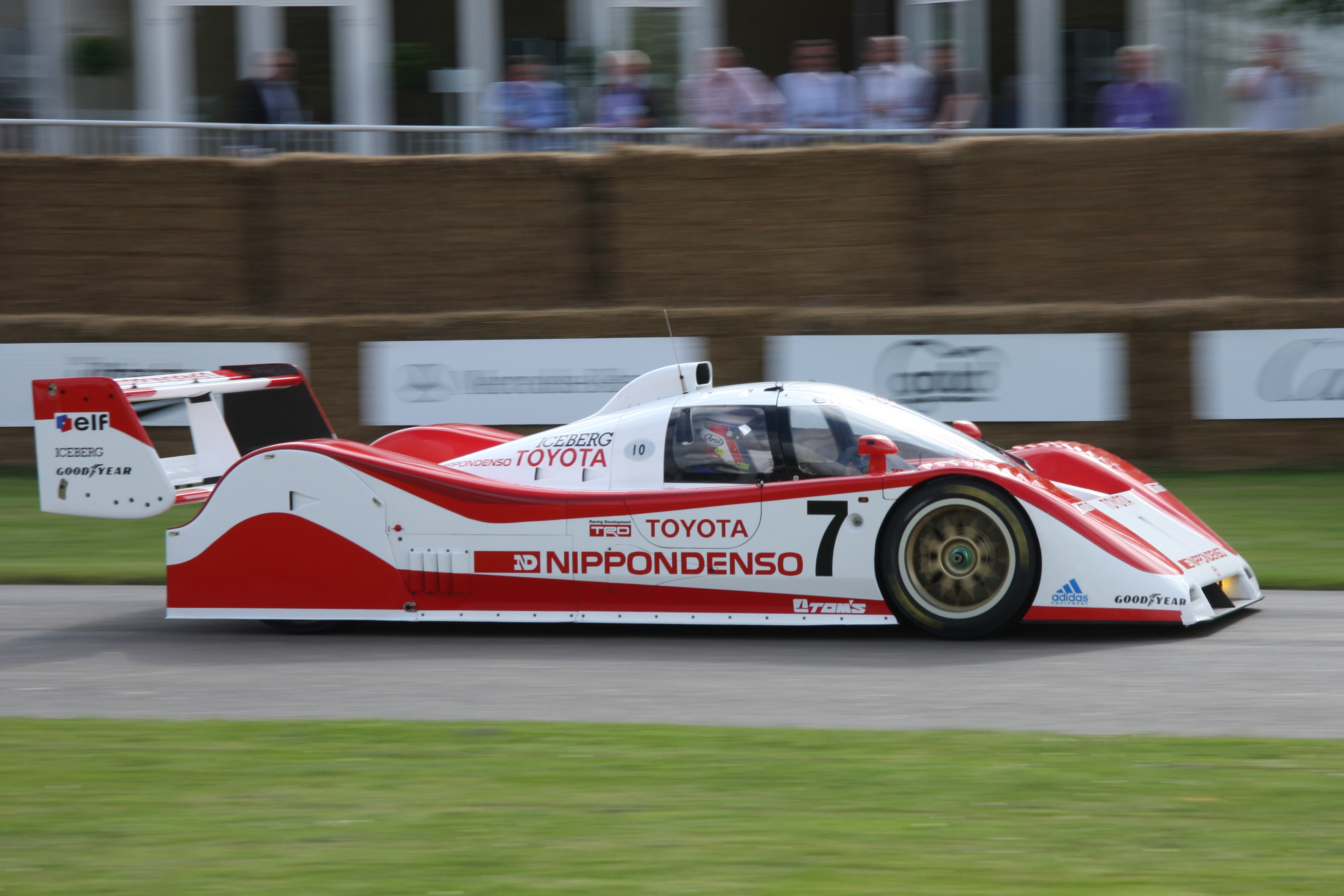
トヨタ・チーム・トムスはトヨタ・TS010を投入、2位に入った。

1992年シーズンの開催は当初から疑問符が付いていた。FIAはエントラントの減少から選手権の中止を計画していたが、多額の費用をつぎ込み、それを1年限りのシーズンで無駄にすることを望まなかったプジョーはFIAに対して圧力をかけ、選手権を開催するに値するエントリーが十分あると納得させた。これによってFIAは1992年シーズンの開催に舵を取った。
FIAはスポーツカー世界選手権において前年度に3500cc自然吸気エンジンを導入したが、これはF1のものと等しく、最終的には統一規定による運営を考えていた。規定は今シーズンも引き継がれ、それまでに使用されていた3.5リッターエンジン以外のエンジンを排除することとなった。従って、ほとんどの車が同様のエンジンを搭載するようになり、新たなサブカテゴリー「FIAカップ」が生まれることとなった。C1クラスは10もしくは12気筒エンジンを搭載し、大半のチームがファクトリーサポートを受けた。こちらは主にプライベーターチームが参加し、多くがフォードコスワース・DFR V8を搭載した。
C2クラスが排除されたことで、マツダやポルシェは完全新設計のエンジンが必要となった。エンジン寸法は大きく変化し、また新型シャシーの開発も必要になった。ポルシェはフットワークに供給した3512エンジンを既に保有していたが、エンジン設計には大きく欠けるものがあることが判明した。ポルシェは当時予算面で苦しみ、3512の改良だけで無く962シャシーのリプレイスももはや価値が無いと決定し、シリーズには戻らないこととした。
マツダは1991年にロータリーエンジンでル・マン24時間レースを制覇するという目標を達成したが、1992年シーズンはロータリーエンジンの使用が規定総合的で禁止されることとなった。マツダはスポーツカーレースにロータリーエンジンの開発を目的として参戦していたが、以後はなブランドイメージ向上のために参加し、それほど意欲的では無いプログラムとなった。マツダスピードはカスタマーバージョンのジャガー・XJR-14を購入、僅かな改良を施しマツダ・MX-R01とした。エンジンはジャッド・GV10を改良したマツダ・MV10が搭載された。これによりマツダはスポーツカーレースにかかるコストを削減することができた。
1991年シーズンで既に3.5リッターエンジン搭載車を投入したチームは、1992年シーズンへの参戦体勢はそれぞれ異なった。
メルセデス・ベンツはパートナーのザウバーと共に1992年シーズンのための車両開発プログラムを推し進めた。ニューマシンC292の開発は、新たな水平対向12気筒エンジンと共に進行中であった。しかしながら、1991年のエンジンには様々な構造的欠点があり、計画の推進は多額の費用の浪費に繋がり、1992年シーズンからの撤退を余儀なくされた。
ジャガーは1984年からXJRプログラムを推進し、1991年シーズンはXJR-14の性能に満足しているわけでは無かったが、既にシリーズからの撤退を発表していた。カスタマー仕様のXJR-14は1992年シーズン、新規参入するRMRとジー・ピー・カーズに供給させることが約束されていた。
プライベーターチームは、ブルン・モータースポーツの手による開発不足のブルン・C91を選択するか、ポルシェ・962を選択するしか無く、彼らのほとんどもシリーズ参戦をあきらめざるを得なかった。962を使用し、参戦をあきらめたチームの中にはクレマー・レーシングやチーム・サラミン・プリマガスも含まれた。クラージュ・コンペティションは自社製シャシーの開発費が不足し、ル・マン24時間レースのみへの参戦を決定した。コンラート・モータースポーツのコンラート・KM-011も1991年は不調であったが、1992年はランボルギーニの支援を受けて開発を進める予定であった。ユーロレーシングは古くなったスパイス製シャシーを新たなローラ・T92/10と、ジャッド製エンジンに取り替えるための資金を確保し、1992年シーズンへの参戦をすぐさま確約した。チェンバレン・エンジニアリングもスパイスのファクトリーサポートを受けての参戦を計画していた。
プジョーの905とトヨタのTS010は、基本的なシャシーとエンジンは変わらなかったが、1992年に備えて改良が行われた。
また、BRMの名が、自社製シャシーのP351およびV型12気筒エンジンと共に1992年シーズンに復活すると発表された。しかしBRMの参戦があっても、前年に比べて今シーズンのグリッドは、多くのプライベーターおよび2大マニファクチャラーの撤退によりエントラント数不足なのは明らかであった。

## 開催スケジュール
1992年シーズンのスケジュールは1991年12月に臨時に承認され、FIAはル・マン24時間レースと同様に1000kmと500kmのレースで構成された全10戦のカレンダーを発表した。

### 当初案
| ラウンド | レース                   | サーキット                         | 開催日          |
| -------- | ------------------------ | ---------------------------------- | --------------- |
| 1        | オートポリス500km        | オートポリス                       | 4月5日          |
| 2        | モンツァ1000km           | モンツァ・サーキット               | 4月26日         |
| 3        | シルバーストン500km      | シルバーストン・サーキット         | 5月10日         |
| 4        | ハラマ500km              | ハラマ・サーキット                 | 5月26日         |
| 5        | ル・マン24時間レース     | サルト・サーキット                 | 6月20日 6月21日 |
| 6        | ドニントン1000km         | ドニントン・パーク                 | 7月19日         |
| 7        | ニュルブルクリンク1000km | ニュルブルクリンク                 | 8月2日          |
| 8        | 鈴鹿1000km               | 鈴鹿サーキット                     | 8月30日         |
| 9        | メキシコシティ1000km     | エルマノス・ロドリゲス・サーキット | 9月13日         |
| 10       | ヘレス1000km             | ヘレス・サーキット                 | 10月4日         |

1992年1月までにFIAはカレンダーを全8戦に縮小し、モンツァとドニントンも500kmに短縮された。カットされた数戦の代替としてマニクールでのイベントが設定された。
ヘレス戦は最終カレンダーに残っていたが、サーキットがFIA規格に改修されなかったためシーズン中旬にキャンセルされた。

### 最終スケジュール
| ラウンド | レース                                                               | サーキット                 | 開催日          |
| -------- | -------------------------------------------------------------------- | -------------------------- | --------------- |
| 1        | トロフェオ・F・カラッチョーロ (500km)                                | モンツァ・サーキット       | 4月26日         |
| 2        | BRDCエンパイア・トロフィー (500km)                                   | シルバーストン・サーキット | 5月10日         |
| 3        | ル・マン24時間レース                                                 | サルト・サーキット         | 6月20日 6月21日 |
| 4        | トライトン・シャワーズ・トロフィー (500km)                           | ドニントン・パーク         | 7月19日         |
| 5        | 鈴鹿1000km                                                           | 鈴鹿サーキット             | 8月30日         |
| 6        | シャンピオナ・デュ・モンド・ド・ヴォワチューレ・ド・スポール (500km) | マニクール・サーキット     | 10月18日        |

シルバーストン500kmの前にレースオーガナイザーはチケットの売り上げを高めるため、レース距離を約250kmに短縮するようチームに対して説得するよう試みた。しかしながらトヨタはこの提案を拒否し、レースは元の距離で行われることとなった。

## シーズン結果
ポイントはいくつかの例外と共に、トップ10完走者に対して20-15-12-10-8-6-4-3-2-1ポイントが与えられた。
- レースにおいてある程度の割合をドライブしなかったドライバーに対してはポイントが与えられなかった。
- チームポイントはチームで最上位の車のみに与えられた。それ以外の車に対しては与えられなかったが、ドライバーズポイントは与えられた。
- 優勝車両の走行距離の85%以上を完走しなかった場合、ドライバーズポイントもチームポイントも与えられなかった。

FIAカップ車両は総合ランキングに含まれると共に、カップのランキングポイントも与えられた。
| ラウンド | サーキット     | C1優勝チーム                                                                       | FIAカップ優勝チーム                                                    | ポールポジション                            | レポート |
| ラウンド | サーキット     | C1優勝ドライバー                                                                   | FIAカップ優勝ドライバー                                                | ポールポジション                            | レポート |
| -------- | -------------- | ---------------------------------------------------------------------------------- | ---------------------------------------------------------------------- | ------------------------------------------- | -------- |
| 1        | モンツァ       | トヨタ チーム・トムス                                                              | チェンバレン・エンジニアリング                                         | 1分26秒019 /プジョー・905                   | 詳細     |
| 1        | モンツァ       | ジェフ・リース 小河等 87周 / トヨタ・TS010                                         | ベルナール・サンダー フェルディナン・ド・レセップス                    | 1分26秒019 /プジョー・905                   | 詳細     |
| 2        | シルバーストン | プジョー・タルボ・スポール                                                         | チェンバレン・エンジニアリング                                         | 1分24秒421 / プジョー・905                  | 詳細     |
| 2        | シルバーストン | デレック・ワーウィック ヤニック・ダルマス 96周 / プジョー・905                     | フェルディナン・ド・レセップス ウィル・ホイ                            | 1分24秒421 / プジョー・905                  | 詳細     |
| 3        | ル・サルト     | プジョー・タルボ・スポール                                                         | チェンバレン・エンジニアリング                                         | マウロ・バルディ 3分21秒209 / プジョー・905 | 詳細     |
| 3        | ル・サルト     | デレック・ワーウィック ヤニック・ダルマス マーク・ブランデル 352周 / プジョー・905 | フェルディナン・ド・レセップス リチャード・パイパー オリンド・ラコベリ | マウロ・バルディ 3分21秒209 / プジョー・905 | 詳細     |
| 4        | ドニントン     | プジョー・タルボ・スポール                                                         | チェンバレン・エンジニアリング                                         | 1分15秒285 / プジョー・905                  | 詳細     |
| 4        | ドニントン     | マウロ・バルディ フィリップ・アリオー 125周 / プジョー・905                        | フェルディナン・ド・レセップス ウィル・ホイ                            | 1分15秒285 / プジョー・905                  | 詳細     |
| 5        | 鈴鹿           | プジョー・タルボ・スポール                                                         | チェンバレン・エンジニアリング                                         | 1分43秒957 / プジョー・905                  | 詳細     |
| 5        | 鈴鹿           | デレック・ワーウィック ヤニック・ダルマス 171周 / プジョー・905                    | フェルディナン・ド・レセップス ニック・アダムス 木本正広               | 1分43秒957 / プジョー・905                  | 詳細     |
| 6        | マニクール     | プジョー・タルボ・スポール                                                         | チェンバレン・エンジニアリング                                         | 1分16秒415 / プジョー・905                  | 詳細     |
| 6        | マニクール     | マウロ・バルディ フィリップ・アリオー 118周 / プジョー・905                        | フェルディナン・ド・レセップス ニック・アダムス                        | 1分16秒415 / プジョー・905                  | 詳細     |

## ランキング

### チーム総合
| 順位 | チーム                         | シャシー                    | エンジン                                                          | Rd 1 | Rd 2 | Rd 3 | Rd 4 | Rd 5 | Rd 6 | ポイント |
| ---- | ------------------------------ | --------------------------- | ----------------------------------------------------------------- | ---- | ---- | ---- | ---- | ---- | ---- | -------- |
| 1    | プジョー・タルボ・スポール     | プジョー・905 Evo 1B        | プジョー SA35 3.5L V10                                            | 15   | 20   | 20   | 20   | 20   | 20   | 115      |
| 2    | トヨタ チーム・トムス          | トヨタ・TS010               | トヨタ RV10 3.5L V10                                              | 20   |      | 15   | 12   | 15   | 12   | 74       |
| 3    | マツダスピード                 | マツダ・MXR-01              | マツダ (ジャッド) MV10 3.5L V10                                   |      | 15   | 10   | 8    |      | 6    | 39       |
| 4    | チェンバレン・エンジニアリング | スパイス SE89C              | フォード コスワース・DFZ 3.5L V8                                  |      | 12   | 4    | 6    | 8    | 4    | 34       |
| 5    | ユーロレーシング               | ローラ・T92/10              | ジャッド GV10 3.5L V10                                            |      |      | 6    | 10   | 10   |      | 26       |
| 6    | チーム S.C.I.                  | スパイス SE90C ティガ GC288 | フォード コスワース・DFZ 3.5L V8 フォード コスワース・DFL 3.3L V8 |      | 10   |      | 4    |      | 3    | 17       |

### FIAカップ
| 順位 | チーム                         | シャシー                    | エンジン                                                          | Rd 1 | Rd 2 | Rd 3 | Rd 4 | Rd 5 | Rd 6 | ポイント |
| ---- | ------------------------------ | --------------------------- | ----------------------------------------------------------------- | ---- | ---- | ---- | ---- | ---- | ---- | -------- |
| 1    | チェンバレン・エンジニアリング | スパイス SE89C              | フォード コスワース・DFZ 3.5L V8                                  | 20   | 20   | 20   | 20   | †    | 20   | 100      |
| 2    | チーム S.C.I.                  | スパイス SE90C ティガ GC288 | フォード コスワース・DFZ 3.5L V8 フォード コスワース・DFL 3.3L V8 |      | 15   |      | 15   |      | 15   | 45       |
| 3    | G.S.R. GmbH                    | ゲプハルト C91              | フォード コスワース・DFR 3.5L V8                                  | 15   |      |      |      |      |      | 15       |

† - 第5戦ではチェンバレン・エンジニアリング以外のエントラントがいなかったため、ポイントは与えられなかった。

### ドライバー総合
| 順位 | ドライバー                       | チーム                         | Rd 1 | Rd 2 | Rd 3 | Rd 4 | Rd 5 | Rd 6 | ポイント |
| ---- | -------------------------------- | ------------------------------ | ---- | ---- | ---- | ---- | ---- | ---- | -------- |
| 1=   | ヤニック・ダルマス               | プジョー・タルボ・スポール     | 15   | 20   | 20   | 15   | 20   | 8    | 98       |
| 1=   | デレック・ワーウィック           | プジョー・タルボ・スポール     | 15   | 20   | 20   | 15   | 20   | 8    | 98       |
| 3=   | フィリップ・アリオー             | プジョー・タルボ・スポール     |      |      | 12   | 20   | 12   | 20   | 64       |
| 3=   | マウロ・バルディ                 | プジョー・タルボ・スポール     |      |      | 12   | 20   | 12   | 20   | 64       |
| 5    | ジェフ・リース                   | トヨタ チーム・トムス          | 20   |      |      | 12   | 15   | 12   | 59       |
| 6    | ヤン・ラマース                   | トヨタ チーム・トムス          |      |      | 8    |      | 15   | 12   | 35       |
| 7    | フェルディナン・ド・レセップス   | チェンバレン・エンジニアリング |      | 12   | 4    | 6    | 8    | 4    | 34       |
| 8    | マウリツィオ・サンドロ・サーラ   | マツダスピード                 |      | 15   |      | 8    |      | 6    | 29       |
| 9    | ジョニー・ハーバート             | マツダスピード                 |      | 15   | 10   |      |      |      | 25       |
| 10   | デヴィッド・ブラバム             | トヨタ チーム・トムス          |      |      |      | 12   |      | 10   | 22       |
| 11   | 小河等                           | トヨタ チーム・トムス          | 20   |      |      |      |      |      | 20       |
| 12=  | ウィル・ホイ                     | チェンバレン・エンジニアリング |      | 12   |      | 6    |      |      | 18       |
| 12=  | アンディ・ウォレス               | トヨタ チーム・トムス          |      |      | 8    |      |      | 10   | 18       |
| 14=  | ステファノ・セバスティアーニ     | チーム S.C.I.                  |      | 10   |      | 4    |      | 3    | 17       |
| 14=  | ラニエリ・ランダッキオ           | チーム S.C.I.                  |      | 10   |      | 4    |      | 3    | 17       |
| 16   | ハインツ＝ハラルド・フレンツェン | ユーロレーシング               |      |      | 6    | 10   |      |      | 16       |
| 17=  | エリック・エラリー               | プジョー・タルボ・スポール     |      |      |      |      |      | 15   | 15       |
| 17=  | クリストフ・ブシュー             | プジョー・タルボ・スポール     |      |      |      |      |      | 15   | 15       |
| 17=  | ピエール＝アンリ・ラファネル     | トヨタ チーム・トムス          |      |      | 15   |      |      |      | 15       |
| 17=  | ケニー・アチソン                 | トヨタ チーム・トムス          |      |      | 15   |      |      |      | 15       |
| 21   | アレックス・カフィ               | マツダスピード                 |      |      |      | 8    |      | 6    | 14       |
| 22   | ニック・アダムス                 | チェンバレン・エンジニアリング |      |      |      |      | 8    | 4    | 12       |
| 23=  | 松田秀士                         | ユーロレーシング               |      |      |      |      | 10   |      | 10       |
| 23=  | フィル・アンドリューズ           | ユーロレーシング               |      |      |      | 10   |      |      | 10       |
| 23=  | フォルカー・ヴァイドラー         | マツダスピード                 |      |      | 10   |      |      |      | 10       |
| 23=  | ヘスス・パレハ                   | ユーロレーシング               |      |      |      |      | 10   |      | 10       |
| 27   | テオ・ファビ                     | トヨタ チーム・トムス          |      |      | 8    |      |      |      | 8        |
| 28=  | ディビナ・ガリカ                 | チェンバレン・エンジニアリング |      |      |      |      | 6    |      | 6        |
| 28=  | 原田淳                           | チェンバレン・エンジニアリング |      |      |      |      | 6    |      | 6        |
| 30=  | リチャード・パイパー             | チェンバレン・エンジニアリング |      |      | 4    |      |      |      | 4        |
| 30=  | オリンド・ラコベリ               | チェンバレン・エンジニアリング |      |      | 4    |      |      |      | 4        |

### FIAカップ
| 順位 | ドライバー                     | チーム                         | Rd 1 | Rd 2 | Rd 3 | Rd 4 | Rd 5 | Rd 6 | ポイント |
| ---- | ------------------------------ | ------------------------------ | ---- | ---- | ---- | ---- | ---- | ---- | -------- |
| 1    | フェルディナン・ド・レセップス | チェンバレン・エンジニアリング | 20   | 20   | 20   | 20   |      | 20   | 100      |
| 2    | ラニエリ・ランダッキオ         | チーム S.C.I.                  |      | 15   |      | 15   |      | 15   | 45       |
| 3=   | ウィル・ホイ                   | チェンバレン・エンジニアリング |      | 20   |      | 20   |      |      | 40       |
| 3=   | ニック・アダムス               | チェンバレン・エンジニアリング |      |      |      |      | 20   | 20   | 40       |
| 5    | ステファノ・セバスティアーニ   | チーム S.C.I.                  |      | 15   |      |      |      | 15   | 30       |
| 6=   | ベルナール・サンダー           | チェンバレン・エンジニアリング | 20   |      |      |      |      |      | 20       |
| 6=   | オリンド・ラコベリ             | チェンバレン・エンジニアリング |      |      | 20   |      |      |      | 20       |
| 6=   | リチャード・パイパー           | チェンバレン・エンジニアリング |      |      | 20   |      |      |      | 20       |
| 9=   | フランク・クレマー             | G.S.R. GmbH                    | 15   |      |      |      |      |      | 15       |
| 9=   | アルモ・コッペリ               | G.S.R. GmbH                    | 15   |      |      |      |      |      | 15       |

## シーズン後
1992年シーズンの準備期間に、シリーズが将来も継続していく可能性がいくつか示された。特にプジョーからの約束は大きな物であったが、これは単に誤った望みに過ぎなかった。カスタマー仕様のジャガーは、シーズン途中も参戦継続を約束していたが、決して目立たなかった。ランボルギーニ製エンジンを積んだコンラートのシャシーも開発継続を約束したものの、レースに参戦することは無かった。BRMはル・マンのみに参戦し、20ラップだけでリタイヤした。ル・マンの後彼らは開発を停止した。結局1992年シーズンは905プロジェクトに大金を投じたプジョーによる、905を披露するためだけのシーズンとなった。
1993年シーズンの開催の望みは僅かなものであった。プジョーの参戦継続の約束以外には、日産がP35による参戦の意思を示しており、FIAは暫定的に1993年シーズンの開催を発表した。しかしながら、日産は経済的理由でP35での参戦の取りやめを発表、これによってエントラント不足は決定的なものとなり、FIAは1993年シーズンのキャンセルを発表した。これは40年続いたスポーツカー世界選手権の終焉を意味することとなった。
スポーツカーレースは統一された世界選手権が存在せず、世界各地により小さく分離したシリーズとして残されることとなった。日本では全日本スポーツプロトタイプカー耐久選手権が開催されていたが、これもエントラント数減少により1992年限りで中止となった。北米大陸で行われるIMSA GT選手権もエントラント数の不足に苦しみ、1999年にアメリカン・ル・マン・シリーズに取って代わられた。FIAは1999年にヨーロッパ・スポーツカー・レーシング・ワールド・カップに代わってFIA スポーツカー選手権の創設を試みたが失敗し、2003年までに終焉を迎えた。
スポーツカーレースにとっては受難の年が続いたが、2004年にフランス西部自動車クラブ (ACO) による2つのシリーズ、ヨーロピアン・ル・マン・シリーズおよびアメリカン・ル・マン・シリーズが確立し、日本では2006年に全日本スポーツカー耐久選手権が創設された。しかしながら全日本スポーツカー耐久選手権は2007年シーズン限りで終了した。2009年、ACOはアジアン・ル・マン・シリーズを創設した。最終的に、ACOは2010年にインターコンチネンタル・ル・マン・カップを創設、これは2012年にFIA 世界耐久選手権に改称され、ようやくスポーツカーによる世界選手権が復活することとなった。